# Dème d'Œchalie
Pour l’article homonyme, voir Œchalie.
Le dème d'Œchalie (grec moderne : Δήμος Οιχαλίας, Dhímos Ichalías) est un dème (municipalité) de la périphérie du Péloponnèse, dans le district régional de Messénie, en Grèce. 
Il a été créé sous sa forme actuelle dans le cadre du programme Kallikratis (2010) par la fusion des anciens dèmes d'Andanía, Dorio, Ira, Méligalás et Œchalie, devenus des districts municipaux. Il tient son nom de la cité antique d'Œchalie, dont le site n'est pas identifié et que les traditions antiques, contradictoires, situent dans différentes régions de Grèce.
Son siège est la localité de Meligalás.